# NGC 839
NGC 839 é uma galáxia lenticular (S0) localizada na direcção da constelação de Cetus. Possui uma declinação de -10° 11' 00" e uma ascensão recta de 2 horas, 9 minutos e 42,9 segundos.
A galáxia NGC 839 foi descoberta em 28 de Novembro de 1785 por William Herschel.